# Hervé Gillé
Pour les articles homonymes, voir Gillé.
Hervé Gillé, né le 9 octobre 1960, est un homme politique français. Il est sénateur de la Gironde.

## Biographie

### Carrière professionnelle
Il est le directeur de la mission locale Technowest.

### Carrière politique
Il est le 1er adjoint au maire de Podensac chargé des finances et du développement local.
Il est élu conseiller général du canton de Podensac lors des cantonales de 2008.
En 2011, il lance un appel pour une candidature de Dominique Strauss-Kahn aux primaires socialistes,,.
Depuis 2014, il est le président du syndicat mixte du SCOT Sud-Gironde et du syndicat mixte d'études et d'aménagement de la Garonne (SMEAG),.
Il remporte l'élection primaire interne désignant les candidats aux départementales de 2015.
En mars 2015, il est élu conseiller départemental du canton des Landes des Graves en tandem avec Sophie Piquemal. Ils ont pour suppléants Jean-Louis Dartiailh et Carine Jérôme,.
Il est nommé vice-président du conseil départemental de la Gironde, délégué aux ressources humaines, à la modernisation des services et au dialogue social.
Il a siégé à la communauté de communes de Podensac et siège actuellement à la communauté de communes Convergence Garonne.
Le 28 août 2019, Hervé Gillé devient sénateur de la Gironde, à la suite du décès de Philippe Madrelle.
Il est le vice-président de la commission locale de l'eau (CLE) du SAGE Vallée de la Garonne.